# Spazio misurabile
In matematica, uno spazio misurabile è una struttura astratta alla base di molte idee e nozioni dell'analisi, in particolare in teoria della misura, come quelle di funzione misurabile, insieme misurabile, misura, integrale, sistema dinamico. Gli spazi misurabili sono oggetto della Matematica sin dal XIX secolo, quando si iniziò uno studio sistematico degli oggetti matematici connessi con l'idea di integrale. Tuttavia, è solo all'inizio del XX secolo che la attuale teoria della misura, e conseguentemente la nozione astratta di spazio misurabile, prende corpo.
Oltre ad un interesse in sé, gli spazi misurabili sono interessanti in quanto è possibile costruire strutture più complesse a partire da essi. Ciò accade ad esempio per le importanti strutture di spazio di misura, spazio di probabilità e sistema dinamico. Inoltre,  sono basate sul concetto di spazio misurabile le nozioni di insieme misurabile e funzione misurabile.

## Definizione
Uno spazio misurabile è una coppia {\displaystyle (\Omega ,{\mathfrak {F}})} costituita da un insieme non vuoto {\displaystyle \Omega } ed una σ-algebra {\displaystyle {\mathfrak {F}}} su {\displaystyle \Omega }. Gli elementi di {\displaystyle {\mathfrak {F}}} sono detti insiemi misurabili di {\displaystyle \Omega }. In pratica la σ-algebra {\displaystyle {\mathfrak {F}}} permette di associare a dei sottoinsiemi di {\displaystyle \Omega } (non necessariamente tutti) una misura (lunghezza, volume, probabilità, ecc.) e lo spazio misurabile è l'insieme di tali sottospazi di misura assegnata.
La scelta di una misura da associare a tali sottospazi produce uno spazio di misura.
Gli spazi misurabili formano una categoria, i cui morfismi sono le funzioni misurabili.
L'insieme {\displaystyle \Omega } è chiamato a volte spazio campionario, soprattutto nelle applicazioni inerenti alla statistica e la probabilità.

## Costruzione di spazi misurabili

### Spazi boreliani
Data una famiglia {\displaystyle {\mathfrak {G}}} di sottoinsiemi di {\displaystyle \Omega }, risulta ben definita la σ-algebra {\displaystyle \sigma ({\mathfrak {G}})} generata da {\displaystyle {\mathfrak {G}}}.
Dato uno spazio topologico {\displaystyle (\Omega ,{\mathcal {\mathrm {T} }})} è possibile costruire uno spazio misurabile {\displaystyle (\Omega ,{\mathfrak {F}})}, semplicemente ponendo {\displaystyle {\mathfrak {F}}=\sigma ({\mathcal {\mathrm {T} }})}, la σ-algebra generata da {\displaystyle {\mathcal {\mathrm {T} }}}. Gli spazi misurabili di questo tipo, quelli cioè generati da una topologia, prendono il nome di spazi boreliani.
Una semplice osservazione che chiarisce la connessione tra la struttura topologica e quella di misurabilità di tali spazi è la seguente: siano {\displaystyle (\Omega ,{\mathcal {\mathrm {T} }}),\,(\Psi ,\Upsilon )} due spazi topologici, e {\displaystyle (\Omega ,{\mathfrak {F}}),\,(\Psi ,{\mathfrak {G}})} i relativi spazi boreliani. Se un'applicazione {\displaystyle f:\Omega \mapsto \Psi } è continua (rispetto a {\displaystyle {\mathcal {\mathrm {T} }},\,\Upsilon }), allora essa è misurabile (rispetto a {\displaystyle {\mathfrak {F}},\,{\mathfrak {G}}}).

### Spazi con misurabilità indotta da funzioni
Siano {\displaystyle (\Psi ,{\mathfrak {G}})} uno spazio misurabile, {\displaystyle \Omega } un insieme non vuoto, ed {\displaystyle f:\Omega \mapsto \Psi } un'applicazione arbitraria da {\displaystyle \Omega } a {\displaystyle \Psi }. Si può definire su {\displaystyle \Omega } una struttura di spazio misurabile, costruendo la σ-algebra {\displaystyle {\mathfrak {F}}} come la più piccola σ-algebra rispetto a cui {\displaystyle f} sia misurabile. La struttura di spazio {\displaystyle (\Omega ,{\mathfrak {F}})} si dice indotta da {\displaystyle f} su {\displaystyle \Omega }. Un'importante caratterizzazione di {\displaystyle {\mathfrak {F}}} è la seguente:
{\displaystyle {\mathfrak {F}}=\left\{E\subset \Omega \ :\ \exists F\in {\mathfrak {G}},E=f^{-1}(F)\right\}}
In pratica, {\displaystyle {\mathfrak {F}}} è la σ-algebra i cui elementi sono le controimmagini (rispetto ad {\displaystyle f}) di elementi di {\displaystyle {\mathfrak {G}}}.
Più in generale, se {\displaystyle {\mathcal {I}}} è una famiglia (finita o non finita) di funzioni da {\displaystyle \Omega } a {\displaystyle \Psi }, si può definire su {\displaystyle \Omega } la σ-algebra {\displaystyle {\mathfrak {F}}} come la più piccola σ-algebra che rende tutte le funzioni in {\displaystyle {\mathcal {I}}} misurabili.

### Spazi prodotto
Se {\displaystyle (\Omega _{1},{\mathfrak {F}}_{1})} e {\displaystyle (\Omega _{2},{\mathfrak {F}}_{2})} sono due spazi misurabili, si può definire una struttura di spazio misurabile sul prodotto cartesiano {\displaystyle \Omega :=\Omega _{1}\times \Omega _{2}}, equipaggiando {\displaystyle \Omega } con una opportuna σ-algebra {\displaystyle {\mathfrak {F}}}, di cui sono di seguito date due caratterizzazioni.
- Siano {\displaystyle \pi _{1},\pi _{2}} le proiezioni canoniche {\displaystyle \pi _{i}:\Omega \mapsto \Omega _{i}} (ossia, ad esempio {\displaystyle \pi _{1}((\omega _{1},\omega _{2}))=\omega _{1}}). Allora si può definire {\displaystyle {\mathfrak {F}}} come la più piccola σ-algebra rispetto a cui entrambe {\displaystyle \pi _{1},\pi _{2}} siano misurabili. Si noti l'analogia tra questa definizione e quella di topologia prodotto.
- Si consideri la famiglia di sottoinsiemi di {\displaystyle \Omega } costituita dai sottoinsiemi che sono il prodotto cartesiano di un elemento di {\displaystyle {\mathfrak {F}}_{1}} per un elemento di {\displaystyle {\mathfrak {F}}_{2}}, ossia si pone {\displaystyle {\mathfrak {G}}:=E\times F} con {\displaystyle E\in {\mathfrak {F}}_{1}} e {\displaystyle F\in {\mathfrak {F}}_{2}}.

In generale, {\displaystyle {\mathfrak {G}}} non sarà una σ-algebra (né un'algebra). Infatti l'unione di due insiemi di {\displaystyle {\mathfrak {G}}} non sarà necessariamente un insieme di {\displaystyle {\mathfrak {G}}}, e dunque tale famiglia non è stabile per unioni (si noti tuttavia che essa è stabile per intersezione, è cioè un π-sistema). Si può allora porre {\displaystyle {\mathfrak {F}}:=\sigma ({\mathfrak {G}})} (che, per definizione, è una σ-algebra.).
Non è difficile verificare che le due caratterizzazioni date coincidono; lo spazio misurabile {\displaystyle (\Omega ,{\mathfrak {F}})} così costruito prende il nome di spazio misurabile prodotto.
Più in generale, si può effettuare la costruzione sul prodotto cartesiano di una famiglia qualunque di spazi misurabili. Sia {\displaystyle \{\Omega _{\alpha },{\mathfrak {F}}_{\alpha }\}_{\alpha \in {\mathcal {A}}}} una qualsiasi famiglia (finita o infinita) di spazi misurabili, e sia:
{\displaystyle \Omega =\prod _{\alpha \in {\mathcal {A}}}\Omega _{\alpha }}
La prima caratterizzazione si estende facilmente a questo caso: sarà sufficiente definire {\displaystyle {\mathfrak {F}}} come la più piccola σ-algebra rispetto a cui tutte le proiezioni canoniche {\displaystyle \pi _{\alpha }} siano continue. La seconda caratterizzazione è leggermente più complessa. Si dovrà infatti porre {\displaystyle {\mathcal {F}}=\sigma ({\mathfrak {G}})}, dove {\displaystyle {\mathfrak {G}}} è ora definito come:
{\displaystyle {\mathfrak {G}}:=\left\{E\subset \Omega \ :\ E=\prod _{\alpha \in {\mathcal {A}}}E_{\alpha }\,;\ E_{\alpha }\subset \Omega _{\alpha }\,;\ E_{\alpha }\neq \Omega _{\alpha }\,{\mbox{solo per un numero finito di}}\,\alpha \right\}}
Si noti che nel caso in cui {\displaystyle \Omega _{1},\Omega _{2}} siano due spazi boreliani, si possono costruire due diverse σ-algebre sullo spazio prodotto {\displaystyle \Omega =\Omega _{1}\times \Omega _{2}}. Una è quella appena descritta, mentre l'altra è la σ-algebra boreliana generata dalla topologia prodotto. Risulta che questa seconda σ-algebra contiene sempre la prima, e che esse coincidono nel caso in cui le topologie di {\displaystyle \Omega _{1}}, {\displaystyle \Omega _{2}} soddisfino il primo assioma di numerabilità. Pertanto, in questo caso, potremo affermare che lo spazio prodotto di due spazi boreliani è boreliano.
La nozione di spazio prodotto è molto importante per la teoria della misura, dal momento che offre delle caratterizzazioni per gli integrali multipli, e nella teoria della probabilità, in quanto consente di costruire esplicitamente variabili casuali indipendenti.

## Esempi
- Qualsiasi insieme non vuoto munito della σ-algebra minimale {\displaystyle {\mathfrak {F}}_{0}:=\{\emptyset ,\Omega \}} o della σ-algebra del suo insieme delle parti {\displaystyle {\mathfrak {F}}_{\mathcal {P}}:=\mathbf {2} ^{\Omega }} è uno spazio misurabile.
- In alcuni casi, vi sono più σ-algebre interessanti, e quindi più spazi misurabili, definibili su di uno stesso insieme {\displaystyle \Omega }. Questo è ad esempio il caso della retta reale {\displaystyle \mathbb {R} } (o più in generale di {\displaystyle \mathbb {R} ^{n}}), in cui sono spesso considerate le σ-algebre di Borel (vedi sopra) e di Lebesgue. La prima è in genere utilizzata quando si studiano funzioni misurabili, ad esempio il precedente lemma di misurabilità delle funzioni continue risulta utile in questo contesto. La seconda è una σ-algebra molto più ampia di questa, ed è interessante nelle questioni riguardanti le misure e gli insiemi misurabili (infatti, è il completamento della σ-algebra di Borel rispetto alla misura di Lebesgue); tuttavia tale σ-algebra risulta piuttosto scomoda per definire le funzioni misurabili: risulta infatti che neanche le funzioni continue da {\displaystyle \mathbb {R} } in {\displaystyle \mathbb {R} } sono misurabili rispetto alla σ-algebra di Lebesgue.